# Роквілл (Юта)
Роквілл (англ. Rockville) — місто (англ. town) в США, в окрузі Вашингтон штату Юта. Населення — 226 осіб (2020).

## Географія
Роквілл розташований за координатами 37°8′51″ пн. ш. 113°3′16″ зх. д. / 37.14750° пн. ш. 113.05444° зх. д. (37.147573, -113.054315).  За даними Бюро перепису населення США в 2010 році місто мало площу 21,32 км², уся площа — суходіл.

## Демографія
Згідно з переписом 2010 року, у місті мешкало 245 осіб у 119 домогосподарствах у складі 63 родин. Густота населення становила 11 осіб/км².  Було 171 помешкання (8/км²).
Расовий склад населення:
| - 96,7 % — білих - 1,2 % — азіатів |

До двох чи більше рас належало 1,6 %. Частка іспаномовних становила 2,4 % від усіх жителів.
За віковим діапазоном населення розподілялося таким чином: 15,9 % — особи молодші 18 років, 64,9 % — особи у віці 18—64 років, 19,2 % — особи у віці 65 років та старші. Медіана віку мешканця становила 52,4 року. На 100 осіб жіночої статі у місті припадало 94,4 чоловіків;  на 100 жінок у віці від 18 років та старших — 94,3 чоловіків також старших 18 років.
Середній дохід на одне домашнє господарство  становив 69 618 доларів США (медіана — 50 000), а середній дохід на одну сім'ю — 74 040 доларів (медіана — 65 625). За межею бідності перебувало 9,6 % осіб, у тому числі 24,5 % дітей у віці до 18 років та 0,0 % осіб у віці 65 років та старших.
Цивільне працевлаштоване населення становило 188 осіб. Основні галузі зайнятості: мистецтво, розваги та відпочинок — 30,9 %, роздрібна торгівля — 10,1 %, інформація — 8,5 %, освіта, охорона здоров'я та соціальна допомога — 8,5 %.